# TBD.com
TBD.com era un sitio de noticias local centrado en el área de Washington D. C.. Lanzado el 9 de agosto de 2010, fue propiedad de Allbritton Communications, con sede en Arlington, como un compañero local de sus otros medios de comunicación en Washington, incluidos Politico y WJLA-TV. El sitio combinó reportajes originales con blogs independientes y contribuciones de reporteros y personal de WJLA. A pesar de tener un número creciente de lectores, TBD sufrió una baja rentabilidad, lo que provocó una serie de recortes de personal y un cambio de enfoque después de solo 6 meses en funcionamiento. TBD.com se cerró por completo en agosto de 2012.

## Historia
Los planes para crear el sitio se anunciaron por primera vez en octubre de 2009. El sitio estaba destinado a servir como el principal sitio de noticias de la emisora para las noticias del área de Washington D. C., reemplazando los sitios web existentes para WJLA-TV y su canal de cable hermano NewsChannel 8 . El nombre oficial del nuevo sitio, TBD.com, se dio a conocer el 22 de abril de 2010. El editor del sitio Erik Wemple ya había usado el nombre TBD en los correos electrónicos del personal antes del anuncio, en este caso aludiendo a la frase "Por determinar", pero consideró que el nombre también encajaría con el objetivo de la página.
TBD.com utilizaría un enfoque no tradicional para las noticias locales inspirado en su sitio web hermano Politico; Jim Brady afirmó que su formato "combinaría lo que hace que la Web sea interesante y lo que hace que la televisión sea un medio tan eficaz". El sitio comenzó con alrededor de 50 miembros del personal, incluidos unos 20 reporteros y siete miembros de un equipo de participación comunitaria, y destacaría noticias importantes de toda el área e información micro a nivel de vecindario. Contaría con informes en tiempo real sobre historias, con contenido seleccionado de blogs independientes, junto con informes originales del personal del sitio y contribuciones de los reporteros de WJLA-TV y NewsChannel 8.
TBD.com se lanzó oficialmente el 9 de agosto de 2010 y reemplazó los sitios web de WJLA-TV y NewsChannel 8. El mismo día, NewsChannel 8 también se relanzó como una extensión televisiva del nuevo sitio, conocido como TBD TV. TBD.com creció rápidamente, acumulando 1,5 millones de espectadores únicos en enero de 2011. Se realizaron cambios importantes en la administración del sitio ya en febrero de 2011; El gerente de la estación de WJLA, Bill Lord, asumió el control de TBD.com y se contrató a Saul Carlin para ocupar el nuevo puesto de director de noticias digitales. Además, WJLA rompió sus vínculos con el sitio web al traer de vuelta su propio sitio web en WJLA.com, y TBD TV volvió a su anterior marca NewsChannel 8. Erik Wemple declaró que los cambios se realizaron para "alinear más las propiedades y lograr una mayor uniformidad de administración y dirección", y para permitir que WJLA vuelva a tener su propia identidad en línea distintiva más orientada a su audiencia televisiva. No se perdieron puestos de trabajo como parte de los cambios.
Si bien el número de lectores de TBD.com aumentó constantemente después de su lanzamiento, el sitio tuvo problemas con la publicidad; las ventas de anuncios estaban a cargo del personal de ventas de WJLA, que no tenía experiencia en la venta de publicidad en plataformas digitales. Como resultado, Allbritton anunció el 23 de febrero de 2011 que realizaría cambios importantes en TBD.com y eliminaría todos los empleos, excepto 8. Los empleados existentes de TBD.com debían volver a postularse para los 8 puestos restantes en el sitio, mientras que la mayoría de su antiguo personal fue reasignado para trabajar en WJLA.com. Además, TBD también cambiaría su alcance para cubrir solo las artes y el entretenimiento. TBD.com finalmente se suspendería en agosto de 2012, y el nombre de dominio TBD.com se redireccionaría al sitio web de WJLA-TV. En 2014, Sinclair Broadcast Group adquiriría las estaciones de Allbritton, incluidas WJLA y News Channel 8; También formaba parte del acuerdo el dominio TBD.com, que Sinclair aplicaría en 2017 al sitio web de su red de transmisión digital, TBD .

## Personal
Jim Brady, ex editor ejecutivo del sitio web de The Washington Post, dirigió el sitio junto con el editor Erik Wemple, ex editor del Washington City Paper. Steve Buttry, nombrado editor del año en 2010 por su liderazgo en la transformación de una sala de redacción para adaptar las nuevas tecnologías e involucrar a la comunidad de manera más profunda, fue el director de participación comunitaria del sitio. Lideró un equipo de anfitriones comunitarios y productores de redes sociales y dispositivos móviles. Steve Chaggaris, ex director político de CBS News, era el director de proyectos de televisión del sitio.